# Louise Bach
Louise Bach Johansen (født 19. november 1985 i Esbjerg, død 20. december 2018 i Århus) var en dansk forfatter, der i årene 2007-2013 udgav flere digtsamlinger og romaner.
Louise Bach voksede op i Langå og viste allerede som barn stor interesse i det kreative. Hendes opvækst var dog i flere perioder præget af sygdom, blandt andet leukæmi. Under dette sygdomsforløb blev hendes fantasi stimuleret gennem højtlæsning af skønlitteratur. 
Louise Bach har gået i skole i Randers. Hun blev cand.mag. i nordisk sprog og litteratur i 2014 med speciale i dialekter, specielt den randrusianske dialekt.
I 2007 udgav hun sammen med Kaare Bergh digtsamlingen Emergens. I 2010 stiftede de forlaget Nulpunkt, og herigennem blev romanen Standpunkt udgivet., som hun samme år som den første modtog Karin Michaëlis-prisen for.. Den handler om en ung piges forvirrede famlen efter en identitet − en retning, som hun aldrig finder, viser det sig i 2'eren , der udkom i 2013 med titlen "Himlen over Vanløse Allé". Det blev ikke til flere udgivelser, men Louise havde ved sin død flere ikke-udgivne manuskripter.[kilde mangler]
Forlaget Nulpunkt indstillede sin aktivitet i 2015, men Bach vendte tilbage til forlagsbranchen i 2016, da hun blev redaktør på Forlaget Snepryd. Her var hun ansat som både sælger og redaktør indtil juli 2018. Bach døde den 20. december 2018, og posthumt er der i magasinet Orbit Soul blevet lavet et æresnummer og en mindesektion om Louise Bach. Dødsårsagen angives her til at være selvmord.